# Когнітивна лінгвістика
Когнітивна лінгвістика (від англ. cognition «знання, пізнання», «пізнавальна здатність») — мовознавчий напрям, який розглядає функціонування мови як різновид когнітивної, тобто пізнавальної, діяльності, а когнітивні механізми та структури людської свідомості досліджує через мовні явища. Початок когнітивної лінгвістики пов'язують із симпозіумом у Німеччині в Луйсбурзькому університеті, організованим Р. Дірвеном у 1989 р.
Когнітивна лінгвістика є частиною когнітивної науки. Датою народження когнітивної науки вважають 1956 рік, її засновником називають Дж. Міллера, а базовою гіпотезою — гіпотезу про те, що мисленнєві процеси можна трактувати як процеси оброблення та перетворення ментальних репрезентацій. Метою когнітивних досліджень є побудова інтегральної картини процесів мовлення, мислення та інтелектуальної поведінки людини
.
Когнітивній лінгвістиці відводиться пріоритетна роль у когнітивній науці, тому що когнітивний підхід ототожнюється саме з пізнанням через мову, в центрі дослідження стоїть людина, а мовна здатність є частиною людської когнітивної діяльності.

## Напрями дослідження когнітивної лінгвістики
Л. А. Ковбасюк виділяє такі напрями дослідження когнітивної лінгвістики:

### Теорія когнітивних моделей (фреймова семантика).
Теорія когнітивних моделей, розроблена Дж. Лакоффом, вивчає ментальні простори та когнітивні моделі, що структурують ці простори. Ч. Філлмор називав ментальні простори фреймами. Застосовуючи поняття фрейму, Ч. Філлмор спочатку розумів його суто лінгвістично як систему вибору мовних засобів — слів, граматичних правил і мовних категорій, — які асоціюються з прототипічними сценами або типовими ситуаціями. Пізніше поняття фрейму трактується з когнітивної точки зору як особлива уніфікована конструкція знання чи схематизація досвіду. Ще пізніше Ч. Філлмор визначає фрейми як когнітивні структури, знання яких передбачається концептами, репрезентованими словами. За І. Штерном фрейм визначається як структура, що репрезентує стереотипні ситуації у свідомості (пам'яті) людини і призначена для ідентифікації нової ситуації, що базується на такому ситуативному шаблоні. Фреймова семантика — прикладна семантика, що оперує фреймами та близькими до них пропозиційними структурами (схеми, прототипи, гештальти тощо), призначеними для репрезентації смислу різноманітних мовних конструкцій.

### Концептуальна метафора та концептуальна метонімія
Концептуальна метафора та концептуальна метонімія розроблена Дж. Лакоффом та М. Джонсом. Суть метафори: розуміння та репрезентація одних смислів на основі інших. Дж. Лакофф: «Метафора дозволяє нам зрозуміти доволі абстракні або по природі своїй неструктуровані сутності в термінах більш конкретних чи, принаймні, більш структурованих сутностей». Усі види метафор, якими людина користується протягом життя, дослідники поділяють на структурні, орієнтаційні та онтологічні метафори. Так, до структурних метафор належать час та гроші, до орієнтаційних — щастя це зверху, нещастя знизу, до онтологічних — інфляція це сутність, психіка це машина, механізм тощо.

### Теорія семантичних прототипів
Однією з головних ознак семантичних прототипів є перш за все наявність центрального представника категорії (прототипа). На його основі структурується уся категорія і визначаються її складові елементи. Згідно з цією теорією, в людській свідомості з самого народження існують певні прототипи, центральні нормативні елементи певної категорії, тобто найбільш типові її представники, наприклад, прототип птахів — горобець.

### Когнітивна теорія літератури (когнітивна поетика)
Мета когнітивної теорії літератури (або когнітивної поетики) — розкрити ті когнітивні процеси, на основі яких відбувається продукування, сприйняття та інтерпретація тексту. На теренах України дослідження у цьому напрямку проводять професори Л. І. Бєлєхова, О. П. Воробйова, С. А. Жаботинська. Характерною рисою когнітивної теорії літератури є відхід від традиційного погляду на тропи як на суто мовне явище. У межах цього підходу тропи розглядаються як спосіб вивчення когніції, увага зосереджується, насамперед, на метафорі. Вивченню інших тропів приділено значно менший інтерес.

## Когнітивна лінгвістика як складова частина когнітології
Когнітивна лінгвістика є складовою частиною когнітології — інтегральної науки про когнітивні процеси у свідомості людини, що забезпечують оперативне мислення та пізнання світу. Когнітологія досліджує моделі свідомості, пов'язані з процесами пізнання, з набуттям, виробленням, зберіганням, використанням, передаванням людиною знань, з репрезентацією знань і обробленням інформації, яка надходить до людини різними каналами, з переробкою знань, з прийняттям рішень, розумінням людської мови, логічним виведенням, аргументацією та з іншими видами пізнавальної діяльності. Досліджуючи розум і систему мозку, когнітивна наука розумну поведінку розглядає як певне обчислення. Існує навіть думка, що когнітивна парадигма може перерости в креативну, тобто творчу парадигму, яка використовуватиме когнітивні структури для вироблення нових знань.
Когнітологія є комплексною наукою. Як зауважив К. Стеннінг, «складіть разом логіку, лінгвістику, психологію і комп'ютерну науку — і ви отримаєте когнітивну науку». Значення мови для когнітології є надзвичайно великим, бо саме через мову можна об'єктивізувати розумову (ментальну, мисленнєву) діяльність, тобто вербалізувати її. З іншого боку, вивчення мови — це опосередкований шлях дослідження пізнання, бо когнітивні й мовні структури перебувають у певних співвідношеннях. Саме тому когнітивна лінгвістика стала провідною науковою дисципліною в межах когнітології. Вона досліджує, як пов'язані мовні форми зі структурами людських знань, а також те, як вони представлені в голові людини. Зокрема, предметом когнітивної лінгвістики є проблема ролі мови у процесах пізнання й осмислення світу, в проведенні процесів його концептуалізації(процес концептуалізації має на меті осмислення отриманої інформації, формування значень об'єктивних понять та ієрархію концептів) й категоризації (підведення явища, об'єкта, процесу тощо під певну рубрику, категорію; утворення і виділення самих категорій, тобто членування зовнішнього і внутрішнього світу людини й упорядковане подання різноманітних явищ через зведення їх до меншого числа розрядів і об'єднань. Категоризація є важливим аспектом для будь-якого підходу в мисленні. «Будь-яка теорія мислення повинна спиратися на знання про категоризацію»), проблема співвідношення концептуальних систем із мовними, наукової та звичайної (буденної) картин світу з мовною.
Варте уваги й загальне спрямування когнітивістів на дослідження мови у зв'язку з людиною, яка думає і пізнає: «Переваги когнітивної лінгвістики й когнітивного підходу до мови в тому, що вони відкривають широкі перспективи бачення мови в усіх її різноманітних зв'язках із людиною, з її інтелектом і розумом, з усіма мисленнєвими й пізнавальними процесами, нею здійснюваними, і, нарешті, з тими механізмами та структурами, які лежать у їх основі».
Кожен новий напрям у мовознавстві пов'язаний із новим методом дослідження мови. Щодо методу когнітивної лінгвістики однозначної думки немає. Більше того, невизначеність методу дослідження стала причиною заперечення когнітивної лінгвістики як окремої парадигми в мовознавстві. Зокрема, В. Касевич стверджує, що «хоча внесок когнітивістів у сферу, наприклад, семантики виразно позитивний, вони тим не менше не створюють ні нового об'єкта (точніше, предмета) дослідження, ні навіть мовного методу». О. Кубрякова вважає, що когнітивна лінгвістика опрацювала свій метод, який передбачає «постійне співвіднесення мовних даних із іншими досвідними сенсомоторними даними на широкому культурологічному, соціологічному, біологічному і — особливо — психологічному тлі», і що «метод когнітивної науки полягає передусім у спробі поєднати дані різних наук, гармонізувати ці дані й знайти смисл в їх кореляціях та співвідношеннях».
Когнітивна лінгвістика є поліпарадигмальною наукою. Вона успадкувала набутки всіх попередніх мовознавчих парадигм і розвиває успадковані від лінгвістики, а також від філософії, психології класичні проблеми зв'язків між мовою та мисленням, однак розглядає їх у дещо іншому плані, а саме в таких категоріях: знання, його мовні різновиди, мовні способи репрезентації знань, мовні процедури оперування знаннями, ментальні структури та процеси у свідомості (пам'ять, сприйняття, розуміння, пізнання, аргументація, прийняття рішення тощо). Головна ідея когнітивної лінгвістики як нового напряму: мовна здатність людини є частиною її когнітивної здатності.
Для когнітивної лінгвістики характерні такі загальні принципові настанови, як експансіонізм (виходи в інші науки), антропоцентризм (вивчення мови з метою пізнання її носія), функціоналізм (вивчення всього різноманіття функцій мови), експланаторність (пояснення мовних явищ). Якщо лінгвістику XX ст. можна представити як «як-лінгвістику» (як побудована мова), то когнітивну лінгвістику як «для чого/чому-лінгвістику», в основі якої буде пояснення.

## Основні розділи когнітивної лінгвістики
Когнітивна лінгвістика поділяється на три основні розділи:
1. Когнітивна семантика — це «когнітивний підхід до категоризації понять, а також аналізу організації понятійного простору у свідомості людини, де понятійні структури розглядаються як носії базисних знань про світ, а лексичне значення — як когнітивна категорія». Семантика проникає у коло немовних понять, зокрема, у когнітивній семантиці такими виступають концепти. Концепт (concept) — термін, що є засобом пояснення одиниць ментальних або психічних ресурсів нашої свідомості і тієї інформаційної структури, що відображає знання і досвід людини; оперативна змістова одиниця пам'яті, ментального лексикону, концептуальної системи і мови мозку (lingua mentalis), всієї картини світу, відображеної в людській психіці. Концепти виникають в процесі побудови інформації про об'єкти і їх властивості, при тому, що ця інформація може включати як дані про об'єктивний стан речей у світі, так і дані про видумані світи і можливий стан речей у цих світах. Це дані про те, що індивід знає, припускає, думає, уявляє про об'єкти світу. Вони дозволяють зберігати знання про світ і виявляються будівельними елементами концептуальної системи, сприяючи обробці суб'єктивного досвіду шляхом зведення інформації під певні вироблені суспільством категорії і класи. Без базових універсальних категорій людської свідомості людина не може думати про світ (мислити про світ) і формувати певну модель світу, створити певний його образ. Досліджуючи певний концепт із врахуванням його семантичних властивостей, потрібно включати інші концепти, що мають подібні або протилежні значення. Таким чином, відбувається вхід у когнітивну семантику, що використовує семантичні поля. С. А. Жаботинська розглядає концепт — як будь-яку оперативну одиницю мислення, яка може мати, а може й не мати чіткої логічної форми.
Представниками когнітивного підходу в семантиці є переважно американські вчені Дж. Лакофф, Р. Лангакер, Р. Джекендофф, Ч. Філлмор, Л. Талмі, А. Гольдберг, Дж. Тейлор, Ж. Фоконьє, Б. Рудзка-Остін, А. Ченкі та ін. Відомою є праця Р. Джекендоффа «Семантика і когнітивна діяльність» (1983), в якій обґрунтовано зв'язок семантики з психологією. Зокрема у ній доводиться, що при сприйнятті мовлення людина користується тими самими механізмами, що й при сприйнятті загалом (зоровому, сприйнятті музики тощо). Диференціація різних структур знань, визначення загальних принципів їх формування, виявлення ролі мови в їх репрезентації, розумінні та інтерпретації становить предмет когнітивної семантики.
2. Когнітивна граматика — займається головним чином синтаксисом, морфологією та іншими галузями мовознавства, пов'язаними з граматикою. Когнітивна граматика тлумачиться з двох сторін: по-перше, «граматичні концепції чи моделі опису мов, орієнтовані, як і вся когнітивна лінгвістика, на розгляд когнітивних аспектів мовних явищ, тобто на їх пояснення у зв'язку з процесами пізнання світу і такими когнітивними феноменами, як сприйняття, увага, пам'ять, мислення (Р. Джекендофф, Дж. Лакофф, Ч. Філлмор, У. Чейф)»; по-друге, «особливий тип граматичного опису мови, в якому робиться спроба дати об'єднаний опис лексики і синтаксису, пропонуючи для характеристики її структури поняття знака (символу) (Р. Лангакер)».
3. Когнітивна фонологія.

## Термінологія когнітивної лінгвістики
Представники когнітивної семантики вважають, що їх головне завдання — виявити і пояснити, як організоване знання про світ у свідомості людини і як формуються та фіксуються поняття про світ. Тому вони розглядають семантику і мовні проблеми загалом через призму пов'язаних із лінгвістикою наук — герменевтикою (від грец. hermeneutikos «пояснювальний»: мистецтво тлумачення текстів, учення про принципи їх інтерпретації); гештальтпсихологією (одна з основних шкіл зарубіжної, переважно німецької, психології першої половини XX ст., яка висунула принцип цілісності (ґештальт) як основу в дослідженні складних психічних явищ), когнітивною психологією (один із напрямів переважно американської психології, що розглядає всі психічні процеси як опосередковані пізнавальними (когнітивними) чинниками) та ін. Такий симбіоз різних наук у дослідженні мовних явищ, з одного боку, сприяє всебічному їх вивченню, а з іншого — призводить до втрати автономності лінгвістики як науки.
Когнітивісти висунули кілька теорій і ввели в науковий обіг нові поняття і, відповідно, терміни.
Новою є когнітивна теорія категоризації — теорія систематизації значень слів у мовній свідомості людини, яка здійснюється у межах сформованої в її свідомості наївної картини світу. /В_її основу покладено ідею Б. Уорфа про членування світу на категорії за допомогою мови./ Виділення такої категорії можливе лише тоді, коли для її назви у мові є відповідне слово. Когнітивний погляд на категоризацію ґрунтується на припущенні, що здатність людини до категоризації пов'язана з її досвідом та уявою, особливостями сприйняття, культурою, а також зі здатністю створювати образи, метафори, метонімії тощо. На думку Е. Рош, категоризація є одним із найважливіших складників механізму пізнання і полягає в тому, що для кожного слова окреслюється семантичне коло споріднених слів за «принципом родинної подібності» та встановлюється узагальнюючий репрезентант (прототип). Метою категоризації є пояснення нового через уже відоме та структурування картин світу за допомогою узагальнень. Категорія — когнітивна структура, концептуальний клас, що складається з елементів — членів категорії, об'єднаних «родинною подібністю». У всіх членів «родини» — слів або понять наявні цілком реальні спільні характеристики, але вони можуть бути виявами не зовнішньої схожості, а глибинної генетичної основи. Елементи, що входять до категорії, можуть становити єдине ціле, попри те, що не всі вони мають саме ті спільні властивості, які визначають сутність категорії. Об'єкти — члени категорії не є рівноправними: всередині кожної категорії одні об'єкти є психологічно більш значущими, ніж інші. Такі центральні члени називаються прототипами, або основними точками когнітивної референції. Людина сприймає будь-яку семантичну категорію як таку, що має центр і периферію і, відповідно, «більш прототипічних» і «менш прототипічних» представників. Наприклад, прототипічним птахом для європейців є горобець, а страус і курка є периферією; яблуко — прототипічний фрукт, а банан — периферія; прототипом стільця є стілець для стола, а не крісло в перукарні чи стілець для фортепіано. Правда, в різних етносів прототипи можуть не збігатися. Так, для американців прототипом птаха є малинівка (вільшанка), а прототипом фрукта — апельсин. Отже, прототип — це такий центральний член категорії, який є її найкращим, найяскравішим представником, головним репрезентантом. Навколо такого прототипу в свідомості індивіда об'єднуються всі інші об'єкти, що входять до категорії.
Дещо іншу концепцію прототипів запропонувала австралійська дослідниця польського походження А. Вежбицька. Прототипами, на її думку, є не самі об'єкти, а їх ідеалізовані, еталонні образи, ментальні утворення, які не належать до об'єктів, що піддаються спостереженню, але які концептуально відображають суттєві властивості нашого уявлення про об'єкт (типова чашка, типове вікно, типовий велосипед, типова школа тощо). Так, наприклад, до прототипу «велосипед» не належать такі предмети, як фари і дзвінок. Деякі дослідники (Р. Фрумкіна) вважають, що назване Вежбицькою прототипом правильніше йменувати стереотипом і говорити, відповідно, про стереотипний образ певного об'єкта.
Із теорією категоризації пов'язане поняття ментальних репрезентацій, під якими розуміють умовні функціонально визначені структури свідомості та мислення людини, що відтворюють реальний світ у свідомості, втілюють знання про нього і почуття, які він викликає, відображають стани свідомості та процеси мислення. Процеси свідомості й мислення розглядаються як оперування ментальними репрезентаціями. Вперше ідею використання ментальних репрезентацій як інструмента для вивчення свідомої діяльності було висунуто ще у 1943 році психологом К. Крайком. Дослідження феномена репрезентації породжує багато взаємозв'язаних проблем сприйняття світу та форм цього сприйняття, взаємодії світу із довкіллям через канали, що ведуть до відповідних органів відчуття, інтеграції сприйнятої інформації та єдиного осмислення у поточній свідомості, нарешті, визначення змісту самого поняття «репрезентація». На думку американського мовознавця А. Пайвіо, ментальні процеси у свідомості опосередковані не тільки мовою (словесними формами), а й уявою (образами). Репрезентації можуть бути як матеріальними, фізичними (картини, фотографії, скульптура тощо), так і суто психічними, уявними сутностями (природні мови, логіка, мови комп'ютерних систем тощо). Саме поняття репрезентації, за А. Пайвіо, відповідає кільком концептам. Один з них — це образ як одиниця уяви. Крім того, образи нерідко розглядаються також і як «сліди пам'яті», як просторові, часові, асоціативні та інші характеристики («сліди») події, що запам'яталася. Порівняльний аналіз мови й уяви як засобів репрезентації показує, що хоча вони в багатьох випадках виконують різні функції, однак гармонійно доповнюють одна одну. За Дж. Фодором, ментальна репрезентація є специфічною мовою мислення. Відчуття, які виникають у людини в процесі взаємодії з довкіллям, спричинені інформацією, що надходить до неї сенсорними каналами (зоровим, слуховим, тактильним). Сенсорні механізми перетворюють ці матеріальні стимули на символічні утворення, які і є ментальними репрезентаціями або ментальними станами. Прикладами ментальних станів є сприйняття, віра, переконання, припущення тощо. Вони зумовлюють певні види поведінки, а каузальні послідовності таких ментальних станів і є, власне, ментальними процесами.
Лінгвістика нового часу активно вивчає взаємодію і взаємозв'язок ментальності як структури колективної свідомості певного етносу та мовної системи як плану вираження цієї структури.